# زردپره کوهی
زردپرهٔ کوهی (نام علمی: Emberiza cia) پرنده‌ای از گروه زردپره‌ها در تیرهٔ زردپرگان در راستهٔ گنجشک‌سانان است و چند نژاد دارد. این پرنده در ایران نیز یافت می‌شود. زیستگاه زردپرهٔ کوهی مناطق کوهستانی خشک و صخره‌هاست. اشیانه خود را بر زمین یا گاه در بوته‌های کوتاه می‌سازد و ۳ تا ۵ تخم خاکستری‌رنگ می‌گذارد.

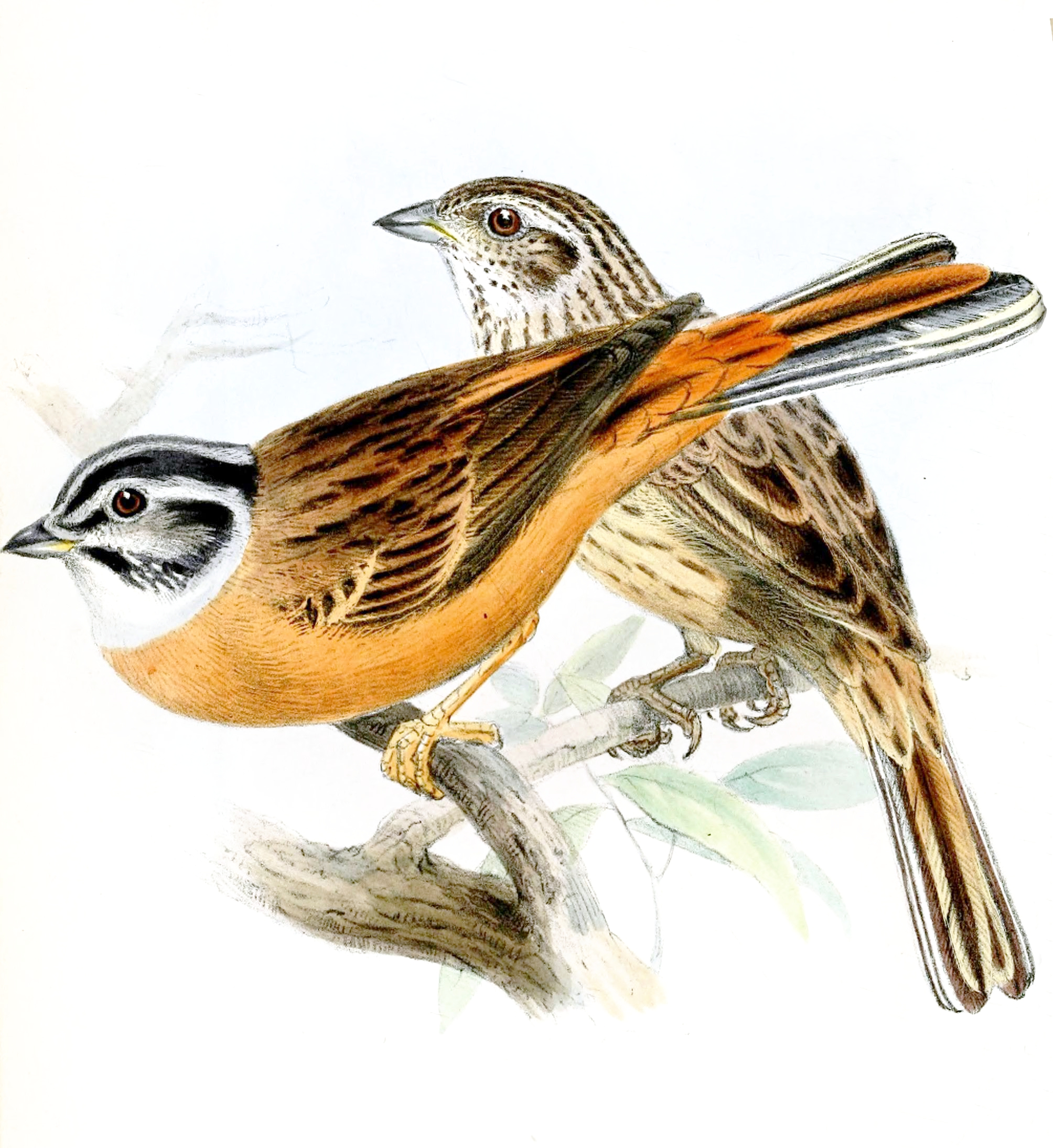
زرد پره کوهی E. cia stracheyi